# ماتاوا، انتاریو
ماتاوا یک شهر در شمال شرقی انتاریوی کانادا در تلاقی رودخانه‌های ماتاوا و اتاوا در بخش نیپیسینگ است.

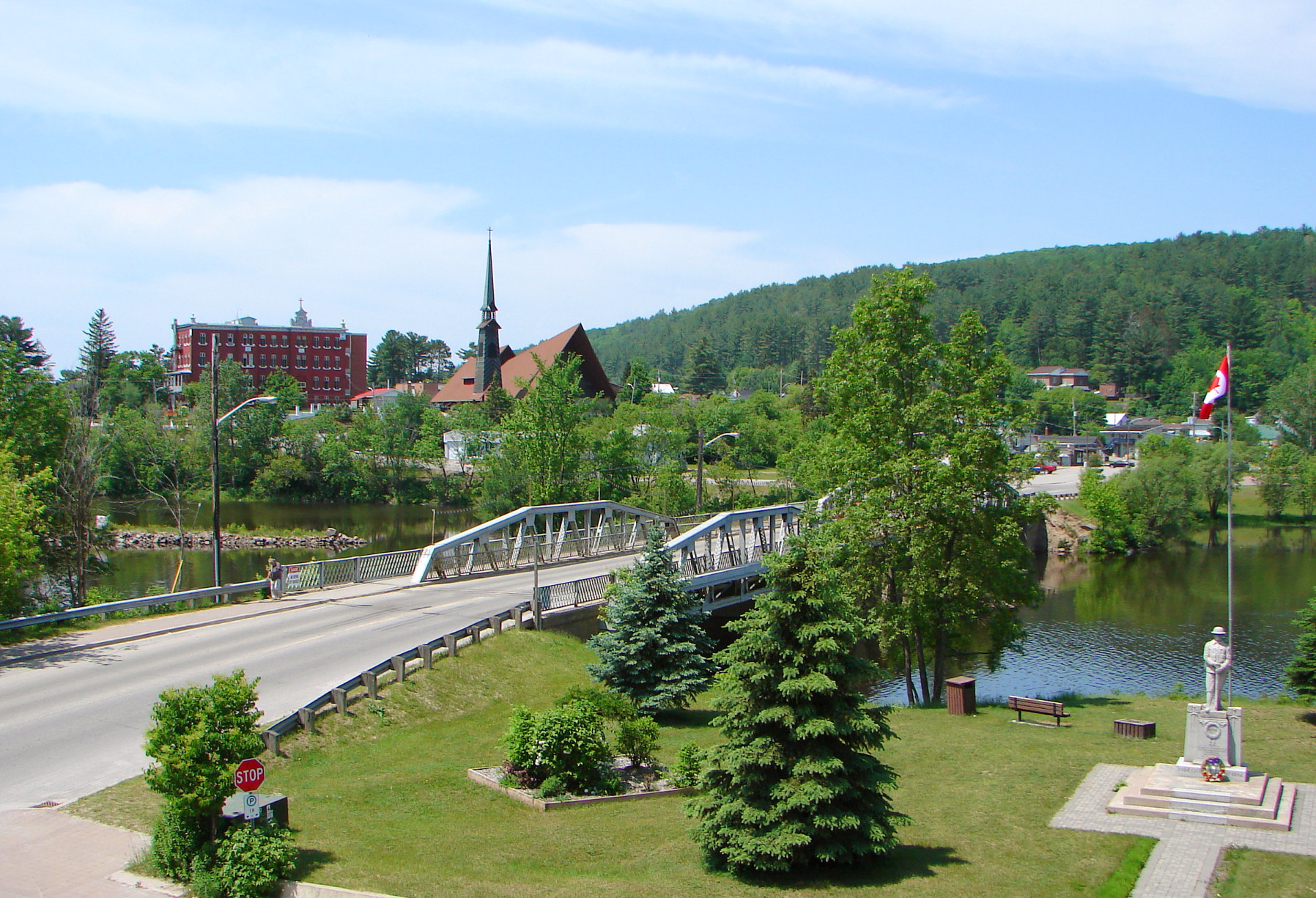
منظری از مرکز شهر ماتاوا در سال ۲۰۰۶ طلاقی بزرگراه ۵۳۳ و رودخانه ماتاوا.

ماتاوا به معنی «ملاقات آب‌ها» در زبان الگانکوئین است.

## جمعیت
اگر چه تغییرات فصلی طبیعت و استخدام موقت محلی موجب نوسانات جمعیتی در طول سال است اما روند رشد جمعیت در ماتاوا از سال ۱۹۹۱ تا ۲۰۱۱ به شرح زیر ثبت است:
- - جمعیت ۲۰۱۱: ۲٬۰۲۳ نفر
  - جمعیت ۲۰۰۶: ۲٬۰۰۳ نفر
  - جمعیت ۲۰۰۱: ۲٬۲۷۰ نفر
  - جمعیت ۱۹۹۶: ۲٬۲۸۱ نفر
  - جمعیت ۱۹۹۱: ۲٬۴۵۴ نفر

۳۴ درصد از ساکن ماتاوا فرانسوی زبان هستند.